# Dieter Hartmann (Leichtathlet)
Dieter Hartmann (* 24. Januar 1938 in Görlitz) ist ein deutscher Mittelstreckenläufer. Er nahm bei den Olympischen Spielen 1964 am 3000-Meter-Hindernislauf der Männer teil.

## Leben
Dieter Hartmann wurde als ältester Sohn von Ella und Lienhard Hartmann geboren. Er hat noch einen jüngeren Bruder und zwei jüngere Zwillingsschwestern. Hartmann studierte Mathematik und Physik auf Lehramt und machte später sein Trainerdiplom. Am 21. April 1962 heiratete er Gisela Hübner, mit der er drei Töchter bekam. Von 1974 bis 1976 arbeitete Dieter Hartmann in Kuba als Trainer für die kubanische Nationalmannschaft der Männer in der Leichtathletikdisziplin Mittel- und Langstrecke. Nach der Rückkehr aus Kuba arbeitete er als Leichtathletiktrainer beim SC Traktor Schwerin. Er lebt weiterhin in Schwerin.

## Sportliche Erfolge
Dieter Hartmann nahm 1964 an den Olympischen Spielen in Tokio teil. In der Disziplin 3000-Meter-Hindernislauf war er einer von 29 Teilnehmern aus 19 verschiedenen Ländern. Mit einer Zeit von 9:09,2 min schaffte er es jedoch nicht in das Finale.
1966 belegte er bei den Europameisterschaften in Budapest den 6. Platz beim 3000-Meter-Hindernislauf mit einer Zeit von 8:31,6 min. Dies war zugleich auch seine persönliche Bestzeit.